# Социальный интеллект
Социальный интеллект (англ. social intelligence) — это совокупность способностей, определяющая успешность социального взаимодействия. Включает в себя способность понимать поведение другого человека, своё собственное поведение, а также способность действовать сообразно в ситуации.
Понятие социального интеллекта часто связывают с понятием эмоционального интеллекта, говоря о том, что идея эмоционального интеллекта выросла из социального. Однако большинство авторов считают, что эти понятия являются просто пересекающимися. Социальный интеллект пересекается с коммуникабельностью.
Впервые термин был употреблен Эдвардом Ли Торндайком и далее развивался в трудах Г. Олпорта, Дж. Гилфорда и др., а также российскими исследователями М. И. Бобневой и В. Н. Куницыной.

## Подходы к определению
Существует три подхода к пониманию природы социального интеллекта:
1. Социальный интеллект как один из видов интеллекта. Имеется в виду, что социальный интеллект является познавательной способностью, стоящей в одном ряду с такими видами интеллектуального познания, как математический, вербальный интеллект и т.д.
2. Социальный интеллект как знания, умения и навыки, приобретенные в процессе социализации. Социальный интеллект представляется здесь не как способность, а как приобретённые достижения (психологические ресурсы). Данный подход критикуется за то, что приобретение любого достижения и знания так или иначе предполагает наличие способности.
3. Социальный интеллект как личностная черта, обусловливающая успех в межличностном взаимодействии.[6]

## История изучения
Впервые проблема социального интеллекта была освещена в начале XX века Эдвардом Торндайком, который ввёл термин «социальный интеллект» для обозначения способности добиваться успехов в межличностных ситуациях, вести себя мудро и в соответствии со сложившейся ситуацией. Кроме того, он также допускал наличие в структуре социального интеллекта умения управлять другими людьми.
Британский психолог Ф. Вернон дал социальному интеллекту самое широкое определение, говоря о нем как об умении человека ладить с людьми в целом, а также как о легкости самопрезентации в обществе и умении понимать настроения в группе и скрытые черты личности людей.
Согласно Г. Олпорту, социальный интеллект — это «социальный дар», способствующий гладкому общению. Олпорт говорил о социальном интеллекте как о способности приспосабливаться к изменяющимся условиям в мире людей. По его мнению, это одно из 8 качеств, обуславливающих способность хорошо разбираться в людях.
О. Конт и Г. Айзенк в свою очередь подчеркивали социальную природу интеллекта, а Конт кроме того добавлял, что социальный интеллект — это умение понимать других людей, а также способность увидеть себя их глазами.
Дж. Гилфорд был первым исследователем, подошедшим к проблеме социального интеллекта с точки зрения измерения. Он разработал тест социального интеллекта и, кроме того, предположил, что социальный интеллект является единицей, не зависящей от общего интеллектуального фактора, однако связанной с познанием информации о поведении.
Роберт Стернберг трактовал социальный интеллект как способность уживаться с другими людьми, ставить себя на их место, понимать их, а также правильно и критически оценивать их чувства, настроения и мотивацию их поступков.
В советской психологии первой феномен социального интеллекта описала Маргарита Исидоровна Бобнева. По ее мнению, социальный интеллект формируется в процессе социализации: в течение жизни и в процессе общения с другими людьми. Кроме того в контексте социального интеллекта Бобневой были описаны тенденции в типизации и индивидуализации. Тенденция типизации проявляется в выработке свойств, являющихся общими для всех людей, в то время как тенденция к индивидуализации напротив является процессом накопления личного, индивидуального опыта.
Ю. Н. Емельянов связывал понятие социального интеллекта с социальной сенситивностью: по его мнению, интуитивно у человека так или иначе формируются индивидуальные способности, на основе которых он принимает решения и делает умозаключения в социальном взаимодействии. Таким образом, утверждалось, что развитию социального интеллекта способствует наличие сенситивности.
С точки зрения В. Н. Куницыной социальный интеллект является глобальной способностью, развивающейся на основе интеллектуальных, личностных, коммуникативных и поведенческих черт.
А. Л. Южанинова также называет социальный интеллект некоторой способностью, говоря о том, что эта способность выражается в 3 компонентах: социально-перцептивных способностях, социального воображения, а также социальной техники общения.

## Социальный интеллект в модели структуры интеллекта Г. Айзенка
Г.Айзенком была предложена схема  (рис.1), объединяющая в себе 3 типа интеллекта: биологический, психометрический и социальный.
Согласной этой схеме, биологический интеллект является показателем, связанным со структурами и функциями коры головного мозга (то есть, с  физиологической, нейрологической, биохимической и гормональной основами поведения). Психометрический интеллект, согласно Айзенку,отражается в том самом показателе интеллекта (IQ), который измеряется посредством тестов. И, наконец, социальный интеллект описывается им как проявление социально-полезной адаптации, включающей в себя такие способности как рассуждение, решение задач, память, обучаемость, выработка стратегий, приспособление к окружающей среде. 
Таким образом, в схеме, представленной Айзенком, понятие социального интеллекта является самым широким, включающим в себе более узкие понятия биологического и психометрического интеллектов.

## Социальный интеллект в модели структуры интеллекта Дж.Гилфорда
Дж. Гилфордом была разработана кубическая модель структуры интеллекта (рис.2), в которой так же нашел место и социальный интеллект.
В данной структуре интеллект  описан в пространстве трех переменных: содержание предъявляемой информации, операции по обработке информации, результаты обработки информации.
Именно осями этих трех координат описаны интеллектуальные способности, в данной схеме отраженные в виде маленьких кубиков. Аналогично социальный интеллект может быть описан в пространстве этих трёх переменных.
Особый интерес для социального интеллекта данная модель представляет потому, что внимание  Гилфорда было сосредоточено на одной из операций- на познании.
Его исследования в данной области были посвящены познанию поведения.Данная способность включает 6 факторов: 
1. Познание элементов поведения- способность выделять из контекста вербальную и невербальную экспрессию поведения
2. Познание классов поведения- способность воспринимать общие свойства в потоке информации
3. Познание отношений поведения- способность понимать отношения, возникающие между единицами информации о поведении
4. Познание систем поведения- способность понимать логику развития ситуаций взаимодействия между людьми и смысл их поведения в конкретных ситуациях
5. Познание преобразований поведения- способность понимать изменение значения сходного поведения
6. Познание результатов поведения- способность прогнозировать последствия поведения, основываясь на исходной информации.[14]

## Социальный интеллект в структуре множественных интеллектов Г. Гарднера
В структуре множественных интеллектов, предложенной Гарднером, выделяются следующие виды интеллектов, имеющие прямое отношение к интеллекту социальному: 
1. Внутриличностный интеллект- способность обращаться к собственным внутренним психическим процессам, понимать себя, свои возможности, мотивы, эмоции.
2. Межличностный интеллект- способность понимать чувства, намерения других людей.[15]

## Макиавеллианский интеллект
Макиавеллианский интеллект — специфические интеллектуальные способности, обеспечивающие эффективное функционирование индивида в коллективе (способность к формированию коалиций, к организации совместного отпора «нарушителям установленного порядка», к придумыванию различных уловок для повышения своей репутации и социального статуса, к предвидению реакций и поступков «соплеменников» на основе «моделирования» их намерений, знаний и образа мыслей и т. д.).

## Состав
В структуре социального интеллекта различные авторы выделяют различные компоненты.
Южанинова, например, выделяет следующие:
1. Социально перцептивные способности — способности к адекватному самопознанию, пониманию собственного положения в мире людей и функционированию в нём. Оно включает верное восприятие собственных индивидуальных особенностей, протекания психических процессов, а также эмоциональных черт и качеств.
2. Социальное воображение — умение синтезировать внешние признаки других людей и моделировать на их основе их личностные качества, а также прогнозировать их будущее поведение в тех или иных ситуациях.
3. Социальная техника общения — гибкость поведения в любых ситуациях, способность изменять его, а также видеть и представлять ситуацию с точки зрения другого человека.[13]

По мнению О.Джона и К.Космитски социальный интеллект включает в себя следующие компоненты:
1. Хорошее понимание чувств, мыслей и намерений других людей
2. Умение находить общий язык и хорошо ладить с людьми
3. Хорошие знания норм и правил человеческих взаимоотношений
4. Умение понимать точку зрения других людей
5. Умение хорошо адаптироваться в социальных ситуациях
6. Теплота и внимание
7. Восприимчивость к новому опыту[15]

В.Н. Куницына представляла структуру социального интеллекта следующим образом:
1. Коммуникативно-личностный потенциал- совокупность свойств человека, помогающих ему общаться и взаимодействовать с другими людьми (или напротив затрудняющих это взаимодействие)
2. Характеристика самосознания- чувство самоуважения, свобода от комплексов, открытость новым идеям
3. Социальная перцепция, социальное мышление и воображение, способность к пониманию социальных явлений, а также мотивов, движущих людьми
4. Энергетические характеристики индивида- выносливость, активность, истощаемость[15]

## Соотношение социального интеллекта с другими видами интеллектов
В данном вопросе разные авторы аналогично придерживаются различных точек зрения.
Например, по мнению Д.Векслера, социальный интеллект приложим к общему и является его частью, проявляемой в социальной сфере.
По мнению Э.Торндайка, Дж.Гилфорда и М.И.Бобневой, напротив, социальный интеллект не является частью общего интеллекта и не связан с ним.
Р. Стернберг относил социальный интеллект к  разновидностям интеллекта практического.

## Возрастные особенности
В дошкольном и младшем школьном возрасте социальный интеллект активно развивается в процессе сюжетно-ролевых игр, а также при общении со сверстниками.
В подростковом возрасте активнее всего формируются коммуникативно-личностный потенциал (как общая склонность к коммуникации и общению), самосознание и способность к пониманию других людей (включая способности к прогнозированию их поведения).
В юношеском возрасте происходит формирование в первую очередь способности к предвосхищению последствий собственных действий и прогнозированию чужих.
В зрелом возрасте социальный интеллект приобретает форму социальной мудрости. В этом возрасте в первую очередь также формируется способность к осознанию собственных ошибок.

## Методы измерения
Впервые тест для измерения социального интеллекта был предложен Т. Ханом в 1928 году: он являлся многофакторным, и оценка совокупности субтестов давала итоговый балл. Измерялись следующие компоненты: суждение в социальных ситуациях; память на имена и лица; наблюдение за поведением; распознавание внутренних состояний,скрытых за словами, или по выражению лица; чувство юмора; социальная информация.
Многофакторная модель Гилфорда также легла в основу измерения социального интеллекта, и впоследствии тест социального интеллекта Гилфорда стал одним из самых популярных. В российской психологии распространенной методикой является адаптация теста Гилфорда,, произведенная Е. С. Михайловой.